# Policeman
Policeman is een nummer van de Nederlandse zangeres Eva Simons uit 2015, in samenwerking met de Jamaicaanse dancehallartiest Konshens.
De tekst van "Policeman" is een verwijzing naar de videoclip van het nummer. In de clip schudt Simons met haar billen, maar daar is de politie niet zo van gediend. Het nummer werd een hit in Nederland, België, Frankrijk en Israël. In de Nederlandse Top 40 haalde het nummer de 10e positie, en in de Vlaamse Ultratop 50 de 5e.